# كلايف هولم
كلايف هولم (بالإنجليزية: Clive Hulme)‏ هو عسكري نيوزيلندي، ولد في 24 يناير 1911 في دنيدن في نيوزيلندا، وتوفي في 2 سبتمبر 1982 في Te Puke ‏ في نيوزيلندا.